# Hans Vonk (dirigent)

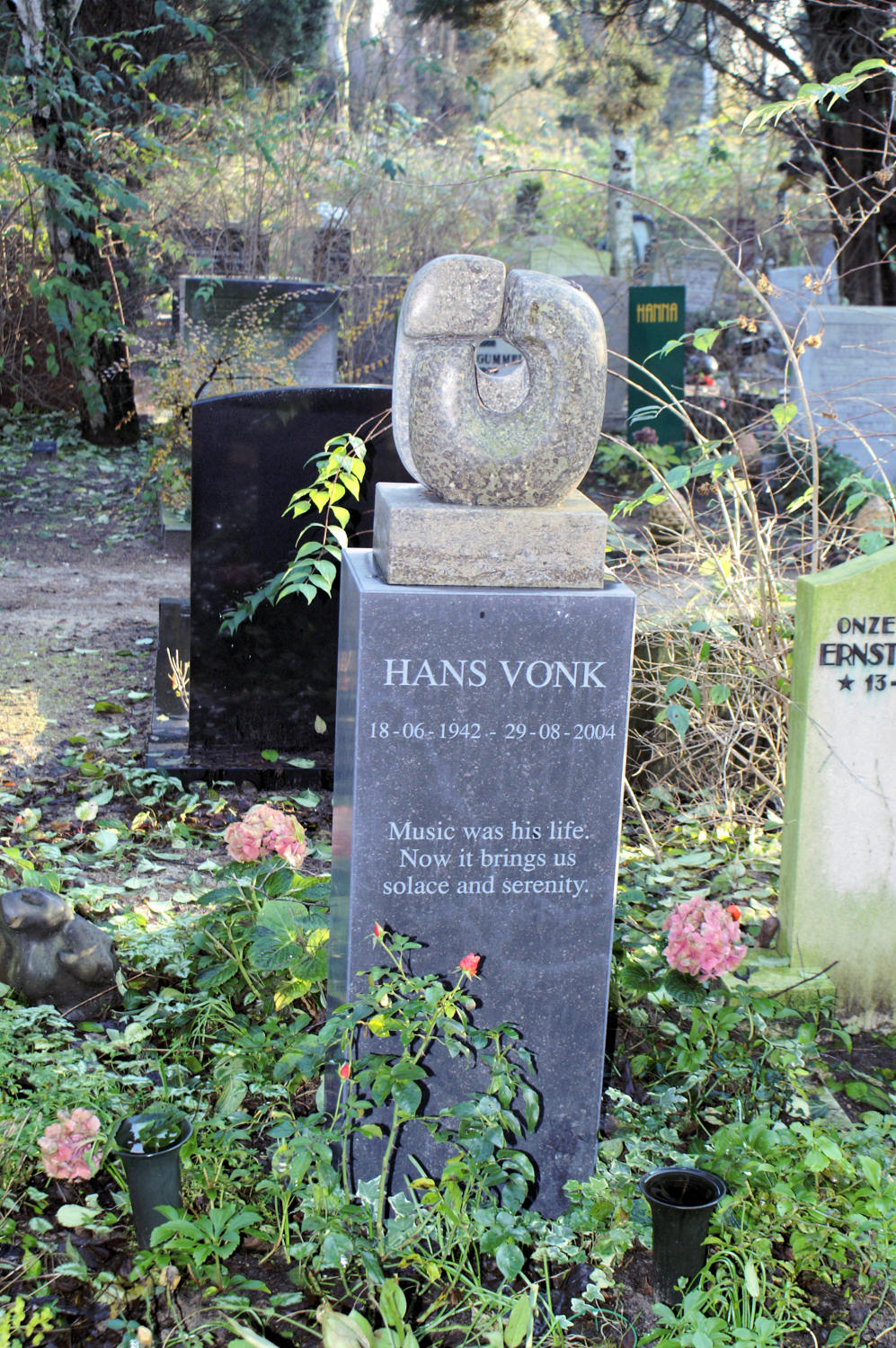
Graf van Hans Vonk

Johannes Franciscus Marie (Hans) Vonk (Amsterdam, 18 juni 1942 – aldaar, 29 augustus 2004) was een Nederlandse dirigent. 
Hij was de zoon van Wilhelmina Sophia Anna Catharina van Steenhoven en Frans Vonk, violist in het Concertgebouworkest. Vader overleed toen Hans nog zeer jong was (1945). Hans Vonk was broer van arbeidsjurist Irene Asscher-Vonk.

## Biografie
Hij kreeg zijn muzieklessen aan het Muzieklyceum Amsterdam. Daar waren Jaap Spaanderman en Peter Erös zijn leraren op piano en directie. Daarna volgde aanvullende studies bij Hermann Scherchen en Franco Ferrara. Tussen 1966 en 1969 was hij dirigent van het Nederlands Ballet Orkest, en via het Radio Blazers Ensemble tussen 1973 en 1979 van het Radio Philharmonisch Orkest. De eerste jaren was hij dirigent naast Jean Fournet. Toen hij op 1 september 1978 daar chef-dirigent werd begon de programmering van het orkest, aangegeven door de omroepen die hun eigen belangen wilden doordrukken, hem dermate te irriteren, dat hij al na een jaar ontslag aanvroeg. Vanaf 1976 was hij enige tijd dirigent bij de Nederlandse Opera Stichting, hij was toen ook associate conductor van het Royal Philharmonic Orchestra in Londen. Vanaf 1980 was hij als chef-dirigent te vinden bij het Residentie Orkest. Hij leidde in die periode daarna in de functie van gastdirigent talloze Europese en Amerikaanse symfonieorkesten, ook in het Teatro alla Scala in Milaan. 
Van 1990 tot 1997 was hij chef-dirigent van de Semperoper in Dresden en de Staatskapelle Dresden. Ook leidde hij in die jaren in Keulen het WDR Sinfonieorchester (het symfonieorkest van de Westdeutscher Rundfunk). Van 1996 tot 2002 was hij chef-dirigent van het Saint Louis Symphony Orchestra, totdat hij deze betrekking moest opgeven wegens toenemende spierzwakte: hij leed aan ALS, nadat hij eerder al had geleden aan het syndroom van Guillain-Barré. In het seizoen 2003-2004 werd hij nog chef-dirigent van het Radio Symfonie Orkest van het Muziekcentrum van de Nederlandse publieke omroep, maar zijn ziekte was al zo ver gevorderd dat hij vanuit een rolstoel moest dirigeren. Vonk stond circa 150 keer voor het Concertgebouworkest.  
In mei 2004 werd Vonk benoemd tot Ridder in de Orde van de Nederlandse Leeuw. Hij overleed enkele maanden later op 62-jarige leeftijd en werd begraven op de Amsterdamse begraafplaats Zorgvlied.
- Biblioteca Nacional de España: XX847914
- Bibliothèque nationale de France: cb139227150 (data)
- Catàleg d'autoritats de noms i títols de Catalunya: 981058530070506706
- CiNii: DA09942973
- Gemeinsame Normdatei: 128878673
- International Standard Name Identifier: 0000 0000 5951 2917
- Library of Congress Control Number: n84021981
- Nationale Bibliotheek van Letland: 000121495
- MusicBrainz: b75743af-bfed-421a-8c46-0b291a9b46d3
- Nationale Bibliotheek van Tsjechië: xx0193520
- Nationale Bibliotheek van Israël: 987007446959505171
- Nederlandse Thesaurus van Auteursnamen: 07205171X
- Système universitaire de documentation: 081693281
- Virtual International Authority File: 76502212
- WorldCat: E39PBJx8DPvHGV36WHyqPmCqQq